# Молочай тонкостеблий
Молочай тонкостеблий (Euphorbia leptocaula) — вид трав'янистих рослин з родини молочайні (Euphorbiaceae), поширений у пд.-сх. Європі, зх. Сибіру.

## Опис
Багаторічна рослина. Листки вузько-лінійно-ланцетні, 25–85 мм завдовжки, 1–3(5) мм завширшки, поступово звужені до верхівки й довго загострені, з загорнутими краями, голі або запушені, на безплідних гілочках при основі стебла коротші й вузькі, часто ниткоподібні. Верхівкових квітконосів 2–5, зазвичай різної довжини.

## Поширення
Поширений у пд.-сх. Європі, зх. Сибіру.
В Україні вид зростає на степах і степових схилах — у степових районах, пн. і цн. ч. Степового Криму, а також на Керченському півострові і в передгір'ях Криму.